# Baltazaria tjibodas
Baltazaria tjibodas là một loài tò vò trong họ Ichneumonidae.